# Prelude to Ecstasy
Prelude to Ecstasy — дебютный студийный альбом британской инди-рок группы The Last Dinner Party из Лондона. Он был выпущен 2 февраля 2024 года на лейбле Island Records. Он спродюсирован Джеймсом Фордом и включает синглы «Nothing Matters», «Sinner», «My Lady of Mercy», «On Your Side» и «Caesar on a TV Screen». В поддержку альбома группа отправится в турне по Великобритании и Европе с января по июль 2024 года. Альбом получил признание критиков.

## История
В пресс-релизе концепция экстаза названа «маятником, который качается между крайностями человеческих эмоций, от экстаза страсти до возвышенности боли», и именно она «связывает альбом воедино». Группа также заявила, что «выложила признания прямо со страниц дневника и вызвала оркестр, чтобы воплотить наше видение в жизнь», назвав это «величайшей честью и гордостью представить это предложение миру, это все, чем мы являемся».

## Отзывы
| Совокупная оценка    | Совокупная оценка |
| Источник             | Оценка            |
| -------------------- | ----------------- |
| Metacritic           | 84/100            |
| Оценки критиков      |                   |
| Источник             | Оценка            |
| DIY                  | [ 5 ]             |
| Financial Times      | [ 6 ]             |
| The Irish Times      | [ 7 ]             |
| The Line of Best Fit | 8/10              |
| MusicOMH             | [ 9 ]             |
| NME                  | [ 10 ]            |
| Record Collector     | [ 11 ]            |
| The Skinny           | [ 12 ]            |
| Uncut                | 6/10              |

Prelude to Ecstasy получил 84 балла из 100 на агрегаторе рецензий Metacritic на основе 21 отзыва критиков, что свидетельствует о «всеобщем признании». Uncut описал его как «богатый барокко-поп-сет, полный романтической драмы. Струнные, фортепиано и клавишные сочетаются с мути-текстурированной гитарой в песнях, которые, хотя и увлекательны, но склонны к витиеватости». Джон Эрлс из Record Collector написал, что «Prelude to Ecstasy населяет свой собственный мир так же великолепно, как The Lexicon of Love или Dog Man Star, сочетая свои грандиозные цели с массивными мелодиями. […] В этих 11 песнях нет ни одного слабого момента».
Софи Уильямс из NME нашла альбом «мелодичной уверенностью, которую редко можно найти в дебюте». The Last Dinner Party, возможно, немного почитают своих арт-рок предшественников (вспомните раннюю Джулию Холтер или St. Vincent), но также достаточно веры в себя и магнетизма, чтобы выделить их из того, что было раньше", резюмировав это как «фантастические песни, которые легко принять и вернуться к ним». Рецензируя альбом для MusicOMH', Дэвид Мерфи заявил, что звучание «разнообразно, но неизменно смело, жестикулируя в сторону множества классических поп-стилей» и что «группа всегда звучит слаженно, а не просто список образованных кивков, музыка безупречно аранжирована и с настоящей глубиной написания».
Лиза Райт из DIY заявила, что Prelude to Ecstasy — это «доказательство того, что в век алгоритмов совершенно уникальная группа может победить их всех и выйти на первое место, не уменьшив ни капли своего видения». Элли Робертсон из The Skinny заключила: «Как бы вы ни называли это — глэм, готика или гротеск, эти авторы воскрешают давно утраченное искусство в популярной музыке — используя большие звуки, со снисходительными текстами, создавая настолько богатый опыт прослушивания, что он граничит с гедонизмом».
Дэвид Браун из Rolling Stone выразил мнение, что «невозможно отрицать то, как их взрывные, безудержные песни сбивают вас с ног и оставляют головокружительный кайф», назвав «общее настроение […] очень пост-локальным». София Макдональд из The Line of Best Fit считает, что «с классическими отсылками и темами похоти, мести и печали этот дебют мог бы стать саундтреком к современной трагедии Шекспира».

### Итоговые годовые списки
| Публикация/критик | Список                  | Ранг | Ссылка |
| ----------------- | ----------------------- | ---- | ------ |
| MOJO              | 75 Best Albums of 2024  | 46   | [ 15 ] |
| Time Out          | The Best Albums of 2024 | 15   | [ 16 ] |
| Rough Trade UK    | Albums of the Year 2024 | 5    | [ 17 ] |

## Список композиций
Все треки написаны Джорджией Дэвис (бас), Лиззи Мэйланд (вокал, гитара), Эбигейл Моррис (вокал), Авророй Нишевци (клавишные, вокал) и Эмили Робертс (лид-гитара, мандолина, флейта). Треки 2—5, 8—11 также написаны Рисом Даунингом.
| №                   | Название                  | Длительность |
| ------------------- | ------------------------- | ------------ |
| 1.                  | «Prelude to Ecstasy»      | 1:36         |
| 2.                  | «Burn Alive»              | 3:21         |
| 3.                  | «Caesar on a TV Screen»   | 3:49         |
| 4.                  | «The Feminine Urge»       | 3:26         |
| 5.                  | «On Your Side»            | 4:27         |
| 6.                  | «Beautiful Boy»           | 3:47         |
| 7.                  | «Gjuha»                   | 1:29         |
| 8.                  | «Sinner»                  | 2:56         |
| 9.                  | «My Lady of Mercy»        | 2:55         |
| 10.                 | «Portrait of a Dead Girl» | 4:57         |
| 11.                 | «Nothing Matters»         | 3:01         |
| 12.                 | «Mirror»                  | 5:24         |
| Общая длительность: | Общая длительность:       | 41:08        |

## Чарты
| Чарт (2024)                       | Высшая позиция |
| --------------------------------- | -------------- |
| Австралия (ARIA)                  | 35             |
| Австрия (Ö3 Austria)              | 9              |
| Бельгия/Фландрия (Ultratop)       | 2              |
| Бельгия/Валлония (Ultratop)       | 12             |
| Нидерланды (Album Top 100)        | 4              |
| Франция (SNEP)                    | 107            |
| Германия (Offizielle Top 100)     | 15             |
| Ирландия (Irish Albums Chart)     | 2              |
| Шотландия (Scottish Albums Chart) | 1              |
| Швейцария (Schweizer Hitparade)   | 10             |
| Великобритания (UK Albums Chart)  | 1              |

## Сертификации
| Регион                                                                      | Сертификация | Продажи |
| --------------------------------------------------------------------------- | ------------ | ------- |
| Великобритания (BPI)                                                        | Серебряный   | 60 000  |
| Данные о продажах + прослушиваниях приведены только на основе сертификации. |              |         |